# Weinsheim (près Bad Kreuznach)
Pour les articles homonymes, voir Weinsheim.
Weinsheim est une municipalité allemande située dans le land de Rhénanie-Palatinat et l'arrondissement de Bad Kreuznach.